# Чехинце
Чехинце (слч. Čechynce) насељено је мјесто са административним статусом сеоске општине (слч. obec) у округу Њитра, у Њитранском крају, Словачка Република.

## Становништво
| Година:    | 1994. | 2004.   | 2014.   | 2024.    |
| ---------- | ----- | ------- | ------- | -------- |
| Број људи: | 1038  | 1030    | 1102    | 1273     |
| Разлика:   |       | -0,77 % | +6,99 % | +15,51 % |

| Година:    | 2023. | 2024.   |
| ---------- | ----- | ------- |
| Број људи: | 1265  | 1273    |
| Разлика:   |       | +0,63 % |

Према подацима о броју становника из 2011. године насеље је имало 1.053 становника.